# Cymbothyrium sudans
Cymbothyrium sudans är en svampart som beskrevs av Petr. 1947. Cymbothyrium sudans ingår i släktet Cymbothyrium, divisionen sporsäcksvampar och riket svampar.   Inga underarter finns listade i Catalogue of Life.